# Радченко, Иван Фёдорович
Иван Фёдорович Радченко (19.01.1925 — 24.03.1945) — командир орудия батареи 45-мм пушек 142-го гвардейского стрелкового полка гвардии старший сержант — на момент представления к награждению орденом Славы 1-й степени.

## Биография
Родился 19 января 1925 года в селе Ново-Полтавское, Прохладненского района Кабардино-Балкарской республики,. Окончил 4 класса. Работал в колхозе.
В марте 1943 года был призван в Красную Армию Прималкинским райвоенкоматом Ставропольского края. Прошел подготовку в учебном полку, получил специальность наводчика орудия. С декабря 1943 года участвовал в боях с захватчиками. Воевал на 3-м Украинском и 1-м Белорусском фронтах. Весь боевой путь прошел в составе 142-го гвардейского стрелкового полка 47-й гвардейской стрелковой дивизии. Был наводчиком, на завершающем этапе войны — командиром орудия батареи 45-мм пушек.
Первую боевую награду заслужил уже в январе 1944 года. В бою за село Сорочино при отражении контратаки врага гвардии красноармеец Радченко вместе с расчетом перекатил орудие через железнодорожную насыпь и прямой наводкой уничтожил 4 пулеметные точки и подавил огонь вражеского орудия. Своими действиями артиллеристы способствовали отражению контратаки и дальнейшему наступлению и занятию новых позиций. Был представлен к награждению орденом Красной Звезды, награждён медалью «За отвагу».
10-14 мая 1944 года в боях за удержание плацдарма на правом берегу реки Днестр в районе населенного пункта Ташлык гвардии красноармеец Радченко в составе расчета огнём из орудия подбил танк, уничтожил 2 пулемета и свыше 15 противников. Когда подразделения отходили на новый рубеж, несмотря на опасность и близость врага смог вывести своё орудие на новый рубеж.
Приказом по частям 47-й гвардейской стрелковой дивизии от 24 мая 1944 года гвардии красноармеец Радченко Иван Фёдорович награждён орденом Славы 3-й степени.
21 июля 1944 года в бою у населенного пункта Седлище гвардии красноармеец Радченко выкатил своё орудие на открытую местность и вступил в огневую дуэль с орудием противника, преграждавшим путь пехоте. С четвёртого выстрела прямым попаданием разбил орудие врага и уничтожил расчет.
Приказом по войскам 8-й гвардейской армии от 7 сентября 1944 года гвардии красноармеец Радченко Иван Фёдорович награждён орденом Славы 2-й степени.
14 января 1945 года в районе Магнушевского плацдарма в ходе артиллерийской подготовки атаки и во время неё расчет гвардии старшего сержант Радченко прямой наводкой уничтожил 4 пулемета с расчетами, подавил вражескую пушку и разбил блиндаж с живой силой. В ходе преследования противника на радомском направлении действовал в боевых порядках пехоты. 16 января 1945 года в районе населенного пункта Наталин огнём из орудия уничтожил 105-мм орудие, 2 пулемета, разбил 7 подвод с военным имуществом и истребил большое число противников.
Указом Президиума Верховного Совета СССР от 24 марта 1945 года гвардии старший сержант Радченко Иван Фёдорович награждён орденом Славы 1-й степени. Стал полным кавалером ордена Славы.
Об это боевой награде гвардеец не узнал. В тот же день 24 марта 1945 года в бою у населенного пункта Гольцов отражая контратаку противника гвардии старший сержант Радченко подбил танк. Сменив погибшего наводчика час вел огонь по пехоте, пока не был окружен гитлеровцами и погиб. Посмертно награждён орденом Отечественной войны 1-ой степени.
Погиб 24.03.1945 в р-не г. Кюстрин (ныне Костшин, Польша).
Похоронен. Германия, Бранденбург, г. Кюстрин, юго-западнее, Manschnow на западном берегу реки Одер.
Награждён орденами Отечественной войны 1-ой степени, Славы 1-й, 2-й и 3-й степеней, медалью «За отвагу».
На родине в селе Ново-Полтавское на доме, где он жил, установлена мемориальная доска, его именем названы школа и библиотека. Его имя носит улица в городе Прохладный.